# 10.ª etapa da Volta a Espanha de 2019
A 10.ª etapa da Volta a Espanha de 2019 teve lugar a 3 de setembro de 2019 e consistiu numa contrarrelógio individual entre Jurançon e Pau sobre um percurso de 36,2 km que foi vencida pelo esloveno Primož Roglič da Jumbo-Visma, que também conseguiu se colocar como líder da classificação geral.

## Classificação da etapa
| \| Classificação por etapas \| Classificação por etapas \| Classificação por etapas \| Classificação por etapas \| Classificação por etapas \| \| Ciclista \| Ciclista \| Equipe \| Tempo \| \| \| ------------------------ \| ------------------------ \| ------------------------ \| ------------------------ \| ------------------------ \| \| 1. \| Primož Roglič \| Team Jumbo-Visma \| 47m05s \| \| \| 2. \| Patrick Bevin \| CCC Team \| + 25s \| \| \| 3. \| Rémi Cavagna \| Deceuninck-Quick Step \| + 27s \| \| \| 4. \| Lawson Craddock \| EF Education First \| + 48s \| \| \| 5. \| Nelson Oliveira \| Movistar Team \| + 1m02s \| \| \| 6. \| Pierre Latour \| AG2R La Mondiale \| + 1m14s \| \| \| 7. \| Thomas De Gendt \| Lotto-Soudal \| + 1m21s \| \| \| 8. \| Marc Soler \| Movistar Team \| + 1m22s \| \| \| 9. \| Dylan Teuns \| Bahrain-Merida \| + 1m27s \| \| \| 10. \| Daniel Felipe Martínez \| EF Education First \| + 1m28s \| \| |                        |                       |         |
| |                        |                       |         |
| Fonte: ProCyclingStats |                        |                       |         |
| Classificação por etapas |                        |                       |         |
| Ciclista | Ciclista               | Equipe                | Tempo   |
| 1. | Primož Roglič          | Team Jumbo-Visma      | 47m05s  |
| 2. | Patrick Bevin          | CCC Team              | + 25s   |
| 3. | Rémi Cavagna           | Deceuninck-Quick Step | + 27s   |
| 4. | Lawson Craddock        | EF Education First    | + 48s   |
| 5. | Nelson Oliveira        | Movistar Team         | + 1m02s |
| 6. | Pierre Latour          | AG2R La Mondiale      | + 1m14s |
| 7. | Thomas De Gendt        | Lotto-Soudal          | + 1m21s |
| 8. | Marc Soler             | Movistar Team         | + 1m22s |
| 9. | Dylan Teuns            | Bahrain-Merida        | + 1m27s |
| 10. | Daniel Felipe Martínez | EF Education First    | + 1m28s |

## Classificações ao final da etapa

### Classificação geral
| \| Classificação geral \| Classificação geral \| Classificação geral \| Classificação geral \| Classificação geral \| \| Ciclista \| Ciclista \| Equipe \| Tempo \| \| \| ------------------- \| ------------------- \| -------------------------- \| ------------------- \| ------------------- \| \| 1. \| Primož Roglič \| Team Jumbo-Visma \| 36h05m29s \| \| \| 2. \| Alejandro Valverde \| Movistar Team \| + 1m52s \| \| \| 3. \| Miguel Ángel López \| Astana \| + 2m11s \| \| \| 4. \| Nairo Quintana \| Movistar Team \| + 3m00s \| \| \| 5. \| Tadej Pogačar \| UAE Team Emirates \| + 3m05s \| \| \| 6. \| Carl Fredrik Hagen \| Lotto-Soudal \| + 4m59s \| \| \| 7. \| Rafał Majka \| Bora-Hansgrohe \| + 5m42s \| \| \| 8. \| Nicolas Edet \| Cofidis, Solutions Crédits \| + 5m49s \| \| \| 9. \| Dylan Teuns \| Bahrain-Merida \| + 6m07s \| \| \| 10. \| Wilco Kelderman \| Team Sunweb \| + 6m25s \| \| |                    |                            |           |
| |                    |                            |           |
| Fonte: ProCyclingStats |                    |                            |           |
| Classificação geral |                    |                            |           |
| Ciclista | Ciclista           | Equipe                     | Tempo     |
| 1. | Primož Roglič      | Team Jumbo-Visma           | 36h05m29s |
| 2. | Alejandro Valverde | Movistar Team              | + 1m52s   |
| 3. | Miguel Ángel López | Astana                     | + 2m11s   |
| 4. | Nairo Quintana     | Movistar Team              | + 3m00s   |
| 5. | Tadej Pogačar      | UAE Team Emirates          | + 3m05s   |
| 6. | Carl Fredrik Hagen | Lotto-Soudal               | + 4m59s   |
| 7. | Rafał Majka        | Bora-Hansgrohe             | + 5m42s   |
| 8. | Nicolas Edet       | Cofidis, Solutions Crédits | + 5m49s   |
| 9. | Dylan Teuns        | Bahrain-Merida             | + 6m07s   |
| 10. | Wilco Kelderman    | Team Sunweb                | + 6m25s   |

### Classificação por pontos
| Classificação por pontos | Classificação por pontos | Classificação por pontos | Classificação por pontos | Classificação por pontos |
| Ciclista                 | Ciclista                 | Equipe                   | Pontos                   |                          |
| ------------------------ | ------------------------ | ------------------------ | ------------------------ | ------------------------ |
| 1.                       | Primož Roglič            | Team Jumbo-Visma         | 89 pts                   |                          |
| 2.                       | Nairo Quintana           | Movistar Team            | 70 pts                   |                          |
| 3.                       | Alejandro Valverde       | Movistar Team            | 61 pts                   |                          |
| 4.                       | Tadej Pogačar            | UAE Team Emirates        | 61 pts                   |                          |
| 5.                       | Sam Bennett              | Bora-Hansgrohe           | 45 pts                   |                          |
| 6.                       | Miguel Ángel López       | Astana                   | 42 pts                   |                          |
| 7.                       | Dylan Teuns              | Bahrain-Merida           | 37 pts                   |                          |
| 8.                       | Fabio Jakobsen           | Deceuninck-Quick Step    | 34 pts                   |                          |
| 9.                       | Nikias Arndt             | Team Sunweb              | 27 pts                   |                          |
| 10.                      | Alex Aranburu            | Caja Rural-Seguros RGA   | 27 pts                   |                          |

### Classificação da montanha
| Classificação da montanha | Classificação da montanha | Classificação da montanha     | Classificação da montanha | Classificação da montanha |
| Ciclista                  | Ciclista                  | Equipe                        | Pontos                    |                           |
| ------------------------- | ------------------------- | ----------------------------- | ------------------------- | ------------------------- |
| 1.                        | Ángel Madrazo             | Burgos-BH                     | 29 pts                    |                           |
| 2.                        | Geoffrey Bouchard         | AG2R La Mondiale              | 21 pts                    |                           |
| 3.                        | Alejandro Valverde        | Movistar Team                 | 18 pts                    |                           |
| 4.                        | Sergio Henao              | UAE Team Emirates             | 17 pts                    |                           |
| 5.                        | Mikel Bizkarra            | Euskadi Basque Country-Murias | 16 pts                    |                           |
| 6.                        | Jetse Bol                 | Burgos-BH                     | 11 pts                    |                           |
| 7.                        | Tadej Pogačar             | UAE Team Emirates             | 10 pts                    |                           |
| 8.                        | Primož Roglič             | Team Jumbo-Visma              | 10 pts                    |                           |
| 9.                        | Hermann Pernsteiner       | Bahrain-Merida                | 10 pts                    |                           |
| 10.                       | Wout Poels                | Team Ineos                    | 9 pts                     |                           |

### Classificação dos jovens
| Classificação dos jovens | Classificação dos jovens     | Classificação dos jovens      | Classificação dos jovens | Classificação dos jovens |
| Ciclista                 | Ciclista                     | Equipe                        | Tempo                    |                          |
| ------------------------ | ---------------------------- | ----------------------------- | ------------------------ | ------------------------ |
| 1.                       | Miguel Ángel López           | Astana                        | 36h07m40s                |                          |
| 2.                       | Tadej Pogačar                | UAE Team Emirates             | + 54s                    |                          |
| 3.                       | Sergio Higuita               | EF Education First            | + 7m56s                  |                          |
| 4.                       | Óscar Rodríguez Garaicoechea | Euskadi Basque Country-Murias | + 12m28s                 |                          |
| 5.                       | Daniel Felipe Martínez       | EF Education First            | + 13m01s                 |                          |
| 6.                       | James Knox                   | Deceuninck-Quick Step         | + 13m06s                 |                          |
| 7.                       | Ruben Guerreiro              | Katusha-Alpecin               | + 14m29s                 |                          |
| 8.                       | Kilian Frankiny              | Groupama-FDJ                  | + 16m52s                 |                          |
| 9.                       | Cristián Rodríguez           | Caja Rural-Seguros RGA        | + 25m23s                 |                          |
| 10.                      | Niklas Eg                    | Trek-Segafredo                | + 31m01s                 |                          |

### Classificação por equipas
| Classificação por equipes | Classificação por equipes     | Classificação por equipes | Classificação por equipes |
| Equipe                    | Equipe                        | Tempo                     |                           |
| ------------------------- | ----------------------------- | ------------------------- | ------------------------- |
| 1.                        | Movistar Team                 | 107h43m41s                |                           |
| 2.                        | Team Jumbo-Visma              | + 18m11s                  |                           |
| 3.                        | Astana                        | + 22m02s                  |                           |
| 4.                        | AG2R La Mondiale              | + 1h06m37s                |                           |
| 5.                        | Cofidis, Solutions Crédits    | + 1h08m46s                |                           |
| 6.                        | EF Education First            | + 1h08m52s                |                           |
| 7.                        | Mitchelton-Scott              | + 1h09m45s                |                           |
| 8.                        | Euskadi Basque Country-Murias | + 1h11m38s                |                           |
| 9.                        | Team Sunweb                   | + 1h17m22s                |                           |
| 10.                       | Trek-Segafredo                | + 1h19m20s                |                           |

## Abandonos
Nenhum.